# Parti républicain de la liberté
Pour les articles homonymes, voir PRL et Parti républicain.
Le Parti républicain de la liberté (PRL) est une formation politique française de droite, créée à la Libération et absorbée par le Centre national des indépendants et paysans en 1951.
Le PRL avait pour ambition de devenir le « quatrième grand parti » français (derrière le Parti communiste français, la Section française de l'Internationale ouvrière et le Mouvement républicain populaire) dans la recomposition du paysage politique d'après-guerre.

## Historique

### Origines
Le Parti républicain de la liberté est né de la volonté d'effectuer une union des droites dans un parti unique en apprenant des échecs de la Ligue de la Patrie française, de la Ligue républicaine nationale d'Alexandre Millerand et en dernier du Front de la liberté face au Front populaire de 1936.
Face à l'émiettement des droites et à leur affaiblissement, mais aussi face aux luttes internes entre les résistants et les ligues d'avant-guerre, un certain nombre de membres des partis de la Fédération républicaine, de l'Alliance démocratique, du Parti paysan d'union sociale ainsi que l'Union patriotique républicaine de Charles Vallin, issue du Parti social français, le Parti de la rénovation républicaine d’André Mutter et le Parti radical indépendant se rapprochent à l'été 1945 dans des organes comme le « Comité d’entente républicaine pour la liberté et le progrès social ». Il en sort des listes communes dans certains départements sous différentes appellations qui étaient parfois en concurrence face à une liste « officielle » de la Fédération républicaine ou de l'Alliance démocratique. Cependant les résultats sont peu satisfaisants avec un total de 64 députés de droite et seulement 39 provenant de ce cartel électoral.
C'est pourquoi le PRL est fondé le 22 décembre 1945 par Joseph Laniel, André Mutter, Édouard Frédéric-Dupont et Jules Ramarony, absorbant l'ensemble des partis ou tendances participantes au Comité, à l'exception du Parti radical indépendant. Le Parti de la réconciliation française, bien que proche de sa ligne d'unité, n'intègre pas directement le PRL et seuls quelques membres le rejoignent en décembre. La création du parti amène à la disparition programmée de la Fédération républicaine en janvier 1946 (mise en sommeil définitive en février 1948). Puis après le rejet de l'Alliance de fusionner avec le PRL en février 1946, la quasi-totalité des parlementaires de l'AD rejoignent le PRL un mois plus tard. Issus des élections constituantes françaises de 1945, ces parlementaires siègent d'abord au sein du groupe « Unité républicaine » qui se renomme en janvier, « groupe du Parti républicain de la liberté », comportant alors une trentaine de membres. 
Si début 1946, le PRL se présente comme un parti de la Résistance avec 28 députés, sur 34, ayant une preuve de fait de résistance, ce thème devient vite secondaire et est remplacé par une campagne pour l'amnistie, dans une perspective anticommuniste, de libéralisme et de justice.  
En 1946, le PRL fait campagne pour le non au référendum sur le projet de Constitution. Il obtient 35 élus aux constituantes de juin 1946 sur 44 listes homogènes sous son propre nom tandis que d'autres membres sont présents sur des listes d'alliances, puis 38 en novembre 1946.
Les législatives de 1946 marquent une inflexion face aux républicains populaires qu'ils souhaitent dissocier du tripartisme sans y arriver mais se rapproche du centre-gauche national, comme le RGR.

### 1947-1951
Président du parti depuis avril 1946, Michel Clemenceau, obtient 60 voix sur 883 (6,80 %) à l'élection présidentielle de 1947. Le PRL obtient 11 élus (intergroupe gaulliste) aux élections au Conseil de la République de 1948.
Dès 1947, de nombreuses dissensions internes apparaissent sur la question de la campagne pour l'amnistie menée par André Mutter, dont le groupe parlementaire se désolidarise en février, qui provoque de vis affrontements lors du congrès de mars. Le parti est un opposant virulent des gouvernements issus du Tripartisme qu'il accuse de communisme et demande une Déclaration des droits de la propriété, de la liberté de l'enseignement et de la famille. Il attaque aussi le MRP de soutenir les communistes et de trahir ses électeurs. Le PRL subit également par la suite la concurrence du Rassemblement du peuple français (RPF) qui les empêchent naturellement de se revendiquer comme gaullistes. Les municipales de 1947 entraînent un reclassement, et même s'il n'y a pas d'accords nationaux, des membres du PRL figurent sur des listes gaullistes comme à Paris et à Lyon. Le PRL obtient 1,6 % des sièges de conseillers et 754 mairies (2 %). Ces résultats accroissent les tensions entre libéraux et nationaux dans le parti, les seconds ralliant le RPF à partir de 1948, donnant ainsi au PRL une allure de parti plus modéré. Le 24 juillet 1948, Joseph Laniel participe au gouvernement André Marie, alors même que la majorité du groupe, que Laniel dirige, s’y était opposée. En soutenant le gouvernement Queuille à partir de septembre 1948 et y faisant entrer Robert Bétolaud comme Ministre des Anciens combattants et Victimes de guerre, puis Robert Bruyneel en février, le PRL entre dans la Troisième Force : une union politique transpartisane opposée à la fois aux communistes du PCF et aux gaullistes du RPF. Clemenceau demande alors de la discipline dans le parti qui ne doit plus être en opposition systématique. Cette ligne, en apparence plus claire et devant consolider le parti, n'est en réalité pas toujours suivie par le groupe parlementaire et entraîne une fuite de militants et d'adhérents vers le RPF. Dès janvier 1949, le PRL doit également désormais faire face à une concurrence interne au sein de la coalition avec la montée en puissance du Centre national des indépendants devenu Centre national des indépendants et paysans en 1951.
À l'occasion des législatives de 1951, sept députés PRL changent d'étiquette politique pour rejoindre les gaullistes. Le PRL est finalement absorbé par le Centre national des indépendants et paysans. Le PRL ne présentait que 37 candidats. Voulant être le moteur de la troisième force, il est finalement invisibilisé par les autres formations de la coalition lors de la campagne. Le parti est alors silencieusement fusionné, face à ses candidats qui n'ont eu que peu de voix. Le 29 juin, le comité directeur vote pour le ralliement à un groupe unique avec le CNIP et pour un groupement total des modérés, mais il y a finalement deux groupes modérés à l'Assemblée nationale. 
En définitif, le PRL a permis aux droites de se maintenir en empêchant l'hégémonie du MRP puis du RPF, situation politique qui sera ensuite utilisée avec brio par le CNIP. Cependant, le PRL ne répond pas aux attentes de ses créateurs. L'union des droites est incomplète, la stratégie droitière ne séduit pas et permet aux indépendants du CNI de les dépasser en nombre de voix. Les tensions internes, préjudiciables dès mai 1947 avec l'exclusion d'André Mutter, laissent le parti avec une influence politique faible. Mais surtout, le PRL n'avait pas de figure charismatique unique et ne construit pas d'action militante entre les élections.
Le PRL est aussi peu visible médiatiquement car ses mensuels ne sont que pour un usage interne et ne peut compter que sur le quotidien L'Époque d'André Bougenot qui un proche de Laniel, qui cesse de paraître en novembre 1950, perdant leur seul relais.
Une partie de l'aile droite du PRL refuse l'absorption de 1951 au sein du CNIP, notamment Jean-Louis Tixier-Vignancour et Paul Estèbe, qui revendique l'étiquette PRL jusqu'en 1956. De plus, un certain nombre de formations départementales du PRL restent actives jusqu'en 1953 pour les municipales. Les 22 et 23 octobre 1955, un congrès interfédéral regroupe 300 délégués de l’Union PRL-Indépendants et du Parti paysan vote une motion demandant la révision constitutionnelle ainsi que la « fermeté » pour l'Afrique du Nord. Ce groupement présente même Estèbe, avec le parrainage du CNIP, contre Jules Ramarony.

## Idéologie
Fidèle aux principes des républicains modérés et de la droite conservatrice, le parti prône l'association entre patrons et ouvriers. Opposé aux trusts, il admet une intervention modérée de l'État dans l'économie, mais n'est pas favorable aux nationalisations dans une logique d'opposition à l'étatisme et au dirigisme. Il est aussi favorable à un exécutif fort, élu par un collège élargi, disposant du droit de dissolution, et le maintien d'un bicaméralisme.
Le parti est l'héritier de trois héritages principaux : la droite libérale, la droite ligueuse et les partisans du rassemblement national. 
La droite libérale est le courant principal, et le plus mis en avant. Il s'inscrit ainsi dans la continuité des partis de la droite, l'Alliance démocratique et la Fédération républicaine. En 1945, le groupe parlementaire Unité républicaine est dominé par les modérés, avec comme président Jules Ramarony puis en 1947, Joseph Laniel, les deux provenant de l'Alliance. C'est aussi le courant qui domine dans la plupart des départements et le PRL ressemble à un parti de notables, récupérant les militants de la Fédération et les cadres de l'Alliance.  
Le PRL récupère aussi un nombre important d'anciens militants de la droite ligueuse, notamment la section parisienne et l'appareil national, provenant par exemple des Jeunesses patriotes. Georges Riond, directeur de la propagande provient notamment d'un groupe affiliées aux Jeunesse patriotes et était secrétaire général de la Légion française des combattants. Il réutilise alors la forme de communication interne et externe de ces organisations pour le PRL. Le parti recrute alors un certain nombre de vichystes non-collaborationniste (ou maréchaliste), voir quelques monarchistes. Cette mouvance renforce les actions violentes anticommunistes, notamment à Paris et à Lyon, et attire les critiques provenant des communistes mais aussi des membres du tripartisme. L'un de représentant du courant est André Mutter, dirigeant des JP dans l'Aube puis résistant, et fait appel à son réseau de militants d'extrême-droite pour recruter.
Le dernier courant est celui des partisans du rassemblement national. Ceux-ci cherchent plutôt à ouvrir le PRL au plus grand nombre. Il s'agit notamment d'anciens membres du Parti social français, et de son continuateur le Parti républicain et social de la réconciliation française. Il s'agit alors de reprendre son objectif de faire un parti de masse avec une culture militante. La section de jeunesse cherche à assurer des services d'ordres, à vendre la presse, à former les adhérents tout en rajeunissant le parti. Ce courant cherche aussi à instaurer une dose de social dans la ligne du parti. Michel Clemenceau constitue l'une des figures de ce mouvement et appelle à un « libéralisme constructif » et préconise en novembre 1946 l'association capital-travail. La plupart des dirigeants proviennent ainsi de l'ancien PSF et la moitié des élus en 1945 puis 1946 ont appartenu à ce parti. Le directeur politique, Edmond Barrachin est d'ailleurs un transfuge du PSF, où il occupait le même poste. Cependant, le PRL n'est pas la continuation du PSF. D'abord parce que la majorité des partisans de La Rocque sont restés fidèles à son parti et rejettent l'orientation antisociale du PRL. De plus, le nouveau parti n'utilise pas l'image du PSF et met en avant plutôt des figures comme Michel Clemenceau ou de Gaulle, espérant ainsi entre janvier et mai 1946 son soutien, qui n'arrive jamais. 
Ces trois familles coexistent ainsi dans le PRL avec au départ une domination des modérés qui s'érodent vers les partisans du rassemblement national et divise le parti dès 1946 et encore plus après la création du RPF en 1947.

## Personnalités
- Jacques Charpentier
- Michel Clemenceau, président en avril 1946
- Pierre Hénault, vice-président en 1946-1947
- Joseph Laniel, André Mutter, Charles Vallin, Jules Ramarony et Édouard Frédéric-Dupont, fondateurs
- Geoffroy de Montalembert, maire, député et sénateur
- Edmond Barrachin, député, ministre d’État

## Archives
- Inventaire du fonds d'archives du Parti républicain de la liberté conservé à La contemporaine.